# Superkubak Belarusi 2021
La Superkubak Belarusi 2021 è stata la dodicesima edizione dell'omonima competizione, disputatasi il 2 marzo 2021, allo Stadio FK Minsk di Minsk, tra lo Šachcër Salihorsk, vincitore della Vyšėjšaja Liha 2020, e il BATĖ Borisov, vincitore della Kubak Belarusi 2019-2020. Lo Šachcër Salihorsk ha conquistato il trofeo per la prima volta nella sua storia.

## Tabellino
| Arbitro: | Kurhcheli (Homel') |

|                                                 |                      |                                                        |
| Kendyš Debelko Sačyŭka Filipenka Stasevič Hutar | Tiri di rigore 5 – 4 | Signevich Willumsson Skavyš Umarov Valadz'ko Jablonski |